# Allocosa gracilitarsis
Allocosa gracilitarsis är en spindelart som först beskrevs av William Frederick Purcell 1903.  Allocosa gracilitarsis ingår i släktet Allocosa och familjen vargspindlar. Inga underarter finns listade i Catalogue of Life.